# Α-Aurígids
Els α-Aurígids o alfa-Aurígids són una pluja de meteors que té lloc entre finals d'agost i principis de setembre. La font dels meteors és el cometa Kiess (C/1911 N1). Es van observar els alfa-Aurígids els anys 1935, 1986, 1994 i el 2007. La pluja va ser descoberta per C. Hoffmeister i A.Teichgraeber durant la nit del 31 d'agost de 1935.